# 安東·德雷克斯勒
安东·德雷克斯勒（德語：Anton Drexler；1884年6月13日—1942年2月24日），德国极右政治家、德国工人党主席和纳粹党早期领导人。他也是阿道夫·希特勒的精神导师之一。

## 生平
德雷克斯勒出生在慕尼黑，早年曾做过机器修理工，后来到了柏林，成为铁道锁匠。一战期间，加入德国祖国党。1918年，创立了一个名为“为了一个更好和平自由工人委员会”的分支团体。后来，德雷克斯勒与卡尔·哈雷尔等人一起，创立了团体“政治工人团体”。该团体定期聚会，讨论民族主义和反犹太主义的主题。德雷克斯勒是本土运动的鼓吹者。1919年1月5日，他与卡尔·哈雷尔、戈特弗里德·费德尔和迪特里希·埃卡特一起，创立了德国工人党。德雷克斯勒被选为主席，卡勒则被选为名誉主席。
在1919年9月于慕尼黑举行的党会上，主讲人是费德尔。当费德尔结束演讲的时候，有位叫鲍曼的教授就费德尔演讲中反对资本主义制度，以及巴伐利亚应该脱离普鲁士、同南方的奥地利统一成为德意志联邦的公正性提出疑问，随后鲍曼与阿道夫·希特勒陷入争论。希特勒的激烈争辩以及其辩论的技巧，引起了在场其他党员的注意。根据希特勒自传《我的奋斗》的说法，鲍曼“像丧家之犬一般地狼狈逃出去了”，这次事件使希特勒政治觉醒。德雷克斯勒对希特勒的印象深刻，随后邀请希特勒加入德国工人党。同年9月12日，希特勒接受了邀请，成为该党的第55名党员。在一周以内，希特勒收到了德雷克斯勒寄出的明信片，告知他正式被吸纳为党员，邀请他亲自出席会议进行讨论。
希特勒着手使该党更大众化。1920年2月24日，希特勒在慕尼黑组织了该党历史上到场人数最多的会议，会议共有2000多人出席。希特勒阐明了由德雷克斯勒、费德尔、希特勒三人共同拟定的二十五点纲领，宣布了取消凡尔赛条约、创立大德意志、向东扩张、拒绝给予犹太人公民权的政治主张。同日，德国工人党改名为国家社会主义德国工人党（即纳粹党）。
到了1921年，希特勒迅速成为了纳粹党无可争议的领袖。同年6月，当希特勒和艾卡特前往柏林筹款的时候，在慕尼黑纳粹党内部发动了一场政变。一些纳粹党行政委员会的成员认为希特勒太过专横，希望与对头德国社会主义党合并。7月11日，希特勒回到慕尼黑，愤而递交了辞职书。希特勒宣称如果能取代德雷克斯勒成为党主席的话，自己将回归纳粹党，并将总部仍设在慕尼黑。委员会同意了这个要求，希特勒重新入党，成为该党第3680位党员。此后，德雷克斯勒成为该党的名誉主席，完全没有实权。1923年，离开纳粹党。
德雷克斯勒也是民意运动政党修黎社的成员。在1923年啤酒馆政变之后，他脱离了纳粹党，并未参与这场政变。1924年，被选为巴伐利亚议会议员，成为议会副主席，直到1928年为止。他没有参与1925年的纳粹党重建，直到1933年希特勒掌权之后才重新加入了纳粹党。1934年，获得血之勋章。他还偶尔在纳粹党的政治宣传中扮演角色。1937年被彻底剥夺实权，在党内不再活跃。1942年2月，病逝于慕尼黑。